# سلونوئید
سلونوئید (به انگلیسی: Solenoid) یک فنر پیچ خورده درون یک بستهٔ محکم ماریپیچیست. در فیزیک، سلونوئید یک حلقه‌ای از سیم است که اغلب دور یک هستهٔ فلزی پیچیده شده. وقتی یک شدت جریان به آن متصل شود باعث به وجود آمدن یک میدان مغناطیسی می‌شود.
سلونوئیدها بسیار مهم اند چون می‌توانند یک میدان مغناطیسی کنترل شده به وجود آورند یا همچنین می‌توانند به عنوان یک آهن ربا مورد استفاده قرار بگیرند.
در مهندسی، سلونوئید به عنوان یکی از انواع گوناگون ترانسفورماتورهایی که انرژی را به حرکت خطی تبدیل می‌کنند مورد استفاده قرار می‌گیرند. همچنین سلونوئید اغلب به عنوان یک سوپاپ مغناطیسی نیز مورد استفاده قرار می‌گیرند که یک وسیلهٔ مکمل از سلونوئید برقی-مکانیکی است که سوپاپ‌های بادی و هیدرولیکی  یا یک کلید مغناطیسی (دستگاه تقویت کننده ایست که از داخل از یک سنولوئید استفاده می‌کند) را فعال کند. به عنوان مثال:
- سلونوئید استارتر ماشین
- یک سنولوئید برقی (یک سلونوئید برقی-مکانیکی است)

نام‌های دیگر آن عبارت است از بوبین، سیم لوله ،سیم پیچ القاء.